# New York Cosmos (2010)
El New York Cosmos es un equipo de fútbol con sede en Paterson, Estados Unidos, que jugará en la USL League One en la temporada 2026. 
La entidad está inspirada en el primer New York Cosmos existente entre 1971 y 1985, en el que llegaron a jugar grandes futbolistas como Pelé, Franz Beckenbauer y Johan Neeskens. En el 2010, el empresario británico Paul Kemsley se hizo con los derechos de la marca comercial para retomar su actividad, con la esperanza de conseguir una plaza de expansión en la Major League Soccer. A partir de 2013 pudo inscribirse en la North American Soccer League —segunda categoría—, ha ganado tres Soccer Bowl (2013, 2014 y 2016) y ha contado con estrellas como Raúl González y Marcos Senna.
El club formó parte de la NASL hasta su cierre en 2017 por motivos económicos. Aunque el equipo se vio amenazado por esa circunstancia, en 2019 consiguió una plaza en la recién creada NISA.

## Historia
El origen del club es el histórico New York Cosmos, que existió desde 1970 hasta 1985. En su existencia destacó por ser uno de los principales impulsores del fútbol en Estados Unidos, con el fichaje de futbolistas estrella en sus últimos años de carrera profesional como Pelé, Giorgio Chinaglia, Johan Neeskens, Carlos Alberto, Julio César Romero, Roberto Cabañas, Juan Arango y Franz Beckenbauer. New York Cosmos ganó hasta cinco campeonatos de liga, siendo el equipo que más títulos ha logrado en la NASL. y permaneció en la élite hasta la desaparición de la North American Soccer League en 1984, New York Cosmos continuó como club independiente en una liga de fútbol indoor, pero finalmente cesó su actividad en 1985. En los siguientes años se trabajó en su regreso, pero Peppe Pinton, ejecutivo del club y dueño de sus derechos, se negó a venderlos para usarlos en sus campamentos deportivos.
Los derechos sobre el nombre pertenecen desde 2009 a Paul Kemsley, exvicepresidente de Tottenham Hotspur. El 1 de agosto de 2010 los propietarios del club anunciaron el relanzamiento de la marca comercial con el exjugador Pelé como presidente de honor, y el diario The New York Times apuntó a la posibilidad de que el grupo optara a una franquicia de expansión en la Major League Soccer como el segundo equipo de Nueva York. Esto se confirmó en enero de 2011, con la contratación de Éric Cantona como director deportivo.
El equipo debutó en la temporada 2013 de la North American Soccer League, liga paralela a la Major League Soccer, bajo la dirección del venezolano Giovanni Savarese. Su primer partido oficial lo disputó el 4 de agosto con victoria 1-2 frente al Fort Lauderdale Strikers. En su debut se proclamó campeón de la temporada de otoño (Fall Season) y de la final del Soccer Bowl 2013. En 2015 presentaron como incorporación a la estrella española Raúl González, y el Cosmos se proclamó campeón de la NASL tanto en 2015 como en 2016.
Después de que la NASL desapareciera en 2018, el Cosmos se inscribió en la National Independent Soccer Association (NISA), una nueva categoría del fútbol estadounidense que equivaldría a la tercera división, a partir de la temporada 2019-20.

## Jugadores

### Números retirados
Entre paréntesis años en que el jugador estuvo en el club.
- #9 -  Giorgio Chinaglia (1976-1983)[18][19]
- #10 -  Pelé (1975-1977)[20][21]

## Trayectoria

### Año a año
| Año  | Liga    | Div.    | Pos.                | Pj.                 | V                   | E                   | D                   | GF                  | GC                  | Pts.                | Pos.    | Playoffs    | U.S. Open Cup | Goleador                 | Goleador | Entrenador        |
| Año  | Liga    | Div.    | Pos.                | Pj.                 | V                   | E                   | D                   | GF                  | GC                  | Pts.                | Pos.    | Playoffs    | U.S. Open Cup | Nombre                   | Goles    | Entrenador        |
| ---- | ------- | ------- | ------------------- | ------------------- | ------------------- | ------------------- | ------------------- | ------------------- | ------------------- | ------------------- | ------- | ----------- | ------------- | ------------------------ | -------- | ----------------- |
| 2013 | NASL    | Spring  | Did not participate | Did not participate | Did not participate | Did not participate | Did not participate | Did not participate | Did not participate | Did not participate | 5th     | Campeón     | No elegible   | Marcos Senna Diomar Díaz | 5        | Giovanni Savarese |
| 2013 | NASL    | Fall    | 1°                  | 15                  | 10                  | 4                   | 1                   | 23                  | 12                  | 34                  | 5th     | Campeón     | No elegible   | Marcos Senna Diomar Díaz | 5        | Giovanni Savarese |
| 2014 | NASL    | Spring  | 2°                  | 9                   | 6                   | 1                   | 2                   | 14                  | 3                   | 19                  | 3rd     | Semifinales | Quinta ronda  | Mads Stokkelien          | 7        | Giovanni Savarese |
| 2014 | NASL    | Fall    | 6°                  | 18                  | 5                   | 8                   | 5                   | 23                  | 24                  | 23                  | 3rd     | Semifinales | Quinta ronda  | Mads Stokkelien          | 7        | Giovanni Savarese |
| 2015 | NASL    | Spring  | 1°                  | 10                  | 5                   | 5                   | 0                   | 18                  | 9                   | 20                  | 1st     | Campeón     | Quinta ronda  | Leo Fernandes Raúl       | 8        | Giovanni Savarese |
| 2015 | NASL    | Fall    | 3°                  | 20                  | 10                  | 6                   | 4                   | 31                  | 21                  | 36                  | 1st     | Campeón     | Quinta ronda  | Leo Fernandes Raúl       | 8        | Giovanni Savarese |
| 2016 | NASL    | Spring  | 2°                  | 10                  | 6                   | 0                   | 4                   | 15                  | 8                   | 18                  | 1st     | Campeón     | 16avos        | Juan Arango              | 15       | Giovanni Savarese |
| 2016 | NASL    | Fall    | 1°                  | 22                  | 14                  | 5                   | 3                   | 44                  | 21                  | 47                  | 1st     | Campeón     | 16avos        | Juan Arango              | 15       | Giovanni Savarese |
| 2017 | NASL    | Spring  | 3°                  | 16                  | 6                   | 6                   | 4                   | 22                  | 21                  | 24                  | 4th     | Final       | Segunda ronda | Emmanuel Ledesma         | 10       | Giovanni Savarese |
| 2017 | NASL    | Fall    | 4°                  | 16                  | 4                   | 9                   | 3                   | 34                  | 30                  | 21                  | 4th     | Final       | Segunda ronda | Emmanuel Ledesma         | 10       | Giovanni Savarese |
| 2018 | No jugó | No jugó | No jugó             | No jugó             | No jugó             | No jugó             | No jugó             | No jugó             | No jugó             | No jugó             | No jugó | No jugó     | No jugó       | No jugó                  | No jugó  | No jugó           |
| 2019 | No jugó | No jugó | No jugó             | No jugó             | No jugó             | No jugó             | No jugó             | No jugó             | No jugó             | No jugó             | No jugó | No jugó     | No jugó       | No jugó                  | No jugó  | No jugó           |

## Palmarés

### Torneos NASL (2010-2017)
| Competición nacional                           | Títulos           | Subcampeonatos |
| ---------------------------------------------- | ----------------- | -------------- |
| North American Soccer League (3/1)             | 2013, 2015, 2016. | 2017.          |
| North American Soccer League (Primavera) (1/2) | 2015.             | 2014, 2016.    |
| North American Soccer League (Otoño) (2/0)     | 2013, 2016.       |                |

### Torneos amistosos
- Lunar New Year AET Cup: 2015[22]
- Green Thumb Classic: 2015[23]